# Општина Фењ
Општина Фењ (рум. Foeni) је сеоска општина у округу Тимиш у западној Румунији. Општина је значајна по присутној српској националној мањини у Румунији, која је данас малобројна, али и даље присутна (8% становништва).

## Природни услови
Општина Фењ се налази у источном, румунском Банату и гранична је са подручјем Србије. Општина је равничарског карактера.

## Становништво и насеља
Општина Фењ имала је према последњем попису 2002. године 1.733 становника.
Општина се састоји из 2 насеља:
- Крућани
- Фењ - седиште општине

## Срби у општини
Срби у општини чине 8% становништва општине и живе у Фењу, где су у мањини. Остатак су првенствено Румуни (70%) и Мађари (15%).